# Øivind Andersen
Øivind Andersen, född 12 oktober 1944 i Oslo, är en norsk klassisk filolog.
Anderssen blev filosofie doktor 1976 och utnämndes till professor i klassisk filologi vid Universitetet i Trondheim 1980. Från 1997 till 2014 var han professor i klassisk filologi, särskilt grekiska, vid Universitetet i Oslo.
Andersen var en av initiativtagarna till bildandet av Norska institutet i Aten och var dess förste föreståndare från 1989 till 1993. Han är ledamot av Academia Europaea sedan 2014. Från 2010 till 2015 var han generalsekreterare vid Det Norske Videnskaps-Akademi.